# Steve Gregory
Stephen C. Gregory (Brooklyn, 8 gennaio 1983) è un ex giocatore di football americano e allenatore di football americano statunitense che ha militato nel ruolo di safety nella National Football League (NFL).

## Carriera da giocatore

### San Diego Chargers
Dopo non essere stato scelto nel Draft NFL 2006, Gregory firmò con i San Diego Chargers. Vi giocò fino al 2011, partendo come titolare in 31 gare su 85, con 241 tackle, 4 intercetti e 2 sack.

### New England Patriots
Il 15 marzo 2012 Gregory firmò con i New England Patriots.
Nella gara del Giorno del Ringraziamento del 22 novembre 2012, Gregory ebbe un ruolo primario nella vittoria sui Patriots contro la squadra della sua città natale, i New York Jets. In quella partita ebbe 2 fumble recuperati (uno ritornato in touchdown nel corso della celebre azione nota come Butt Fumble), 5 tackle, un intercetto e un passaggio deviato. Al termine della gara, trasmessa in diretta nazionale da NBC, fu premiato come miglior giocatore dell'incontro assieme ai compagni Tom Brady e Vince Wilfork.
Tra il 2012 e il 2014 Gregory disputò 23 gare come titolare per i New England Patriots. Fu svincolato il 28 febbraio 2014.

### Kansas City Chiefs e ritiro
Gregory firmò con i Kansas City Chiefs il 31 luglio 2014. Il 9 agosto successivo annunciò il proprio ritiro.